# 霍羅德尼亞
霍羅德尼亞（羅馬化：Horodnya，發音：[ɦorɔˈdnʲɐ] ⓘ），或按俄語名译为戈羅德尼亞，是乌克兰北部切爾尼戈夫州切爾尼戈夫區霍罗德尼亚市镇内的城市及该市镇的行政中心，2020年7月18日前为霍羅德尼亞區的行政中心。该市始建于16世纪中叶，面積12.2平方公里，海拔高度137米，2022年人口数量为11,506人，人口密度每平方公里943人。

## 當地名人
- 阿列克謝·貢恰魯克（1984年—），烏克蘭政治人物

## 友好城市
- 爱沙尼亚 約赫維

## 備注
1. ↑  俄语：，羅馬化：Gorodnya